# Рассвет мертвецов (фильм, 2004)
«Рассвет мертвецов» (англ. Dawn of the Dead) — фильм о зомби 2004 года, снятый Заком Снайдером, ремейк одноимённого фильма 1978 года Джорджа Ромеро. Дебютный фильм режиссёра в полнометражном кино. Оригинальный сценарий Ромеро был переработан для ремейка сценаристом Джеймсом Ганном. В фильме описывается судьба группы людей во время зомби-апокалипсиса, обороняющихся от орды «живых мертвецов» в забаррикадированном торговом центре.
Премьера фильма состоялась 10 марта 2004 года в США и 15 апреля в России.

## Сюжет
В начале фильма Анна, которая работает медсестрой в городской больнице Милуоки, показывает доктору рентгеновские снимки поступившего утром пациента. Тот был укушен в руку во время драки в баре, и сейчас его состояние ухудшается. По дороге домой она слышит по радио о странных случаях нападения на людей, но не обращает на это внимание и переключает на музыкальную радиостанцию.
На следующее утро мужа Анны Луиса кусает пробравшаяся к ним в дом соседская девочка. Луис умирает от кровотечения, но внезапно оживает вновь и пытается напасть на Анну. Анна сбегает от мужа на машине. Она видит, что по всей округе горят дома и бегают в панике люди.
В шоковом состоянии она попадает в аварию и съезжает с дороги, теряя сознание. Очнувшись, она видит полицейского Кеннета, целящегося в неё из табельного оружия. Удостоверившись, что Анна не заражена, он помогает ей.
Позже они встречают ещё трех выживших: Майкла и семейную пару — Андре и его беременную жену Люду. Вместе они решают, что безопаснее всего им будет спрятаться от угрозы в ближайшем торговом центре. Добравшись туда, они очищают здание от нескольких живых мертвецов, при этом один из заражённых ранит Люду.
Они натыкаются на трёх охранников (Си-Джея, Терри и Барта), которые требуют у них сдать оружие — только при этом условии им временно разрешат остаться на территории торгового центра. Оружие приходится сдать (впрочем, скоро оно возвращается к своим хозяевам при содействии Терри, не одобряющего силовых методов Си-Джея и Барта). На следующий день к ним присоединяется группа выживших на грузовике (Такер, Норма, Стив, Фрэнк, Николь, Моника, Гленн и женщина без сознания), которые говорят, что все центры борьбы с заболеванием захвачены эпидемией и помощи ждать неоткуда. Позже Кеннет решает отправиться в Форт-Пастор на поиски брата, но узнав, что все ЦКЗ захвачены мертвецами, он выходит и замечает на крыше соседнего здания Энди, забаррикадировавшегося в оружейном магазине. Кеннет устанавливает с ним визуальную связь посредством демонстрации друг другу надписей на кусках картона. Когда становится понятно, что неизвестная инфекция передаётся через укусы, они решают убить отца Николь Фрэнка, у которого искусаны кисти рук. Кеннет запирается с ним в одном из павильонов и ждёт решающего часа. Через некоторое время Фрэнк теряет сознание, умирает и превращается в зомби. Кеннет его убивает. Андре, зная о том, что Люду царапнул заражённый, решает отгородиться от всех в детской комнате супермаркета и сохранить это в тайне. Во время попытки включения одного из генераторов супермаркета зомби атакуют группу выживших, в стычке с ними погибает охранник Барт.
У Люды начинаются схватки, она умирает и превращается в зомби. Андре решает сам принять роды, но в это время их приходит проведать Норма. Видя, что Люда заражена, она стреляет в неё, в ответ Андре стреляет в Норму. Она тоже успевает выстрелить в Андре, в результате чего они погибают. Пришедшие выжившие убивают и заражённого новорождённого. Оставшиеся в живых пытаются придумать план, что делать дальше, и Стив вспоминает про свою яхту, которая стоит в порту. На ней можно выбраться на один из необитаемых островов и переждать пик эпидемии в большей безопасности. Сам Стив признаёт эту идею сумасшедшей. Но остальные принимают её всерьёз и решают добраться до порта на двух автобусах, переоборудовав их для защиты.
В это время Энди сообщает, что у него давно закончилась еда. У Кеннета возникает идея - он предлагает отправить Чипса, собаку, которую они нашли на парковке супермаркета, вместе с едой и рацией к Энди, так как собаки заражённых не интересуют. Собака добирается до магазина и забегает в лаз, но зомби лезут за ней. Энди сообщает по рации, что взял еду и сумел отбиться от зомби, но они его всё же покусали. Николь, потерявшая всех родственников и близких, очень привязалась к этой собаке. Не сообщив другим, в состоянии аффекта она садится в грузовик и едет в оружейный магазин к Энди. Найдя там Чипса, она закрывается в шкафу, спасаясь от заражённого Энди, и просит помощи по рации у своих соратников.
Ночью выжившие организовывают операцию по спасению Николь. Пробравшись в оружейный магазин, они находят Николь и убивают Энди. Взяв много оружия и патронов, они направляются обратно. В результате неудачного прыжка Такер ломает ногу. Си-Джей даёт ему два пистолета и пытается спасти его, в то время как Такер отстреливается от догоняющих зомби. Патроны у Такера заканчиваются, и, когда зомби набрасываются на него, Такер просит Си-Джея застрелить его. Си-Джей выполняет его просьбу и бежит вслед за остальными. Забежав наверх, они обнаруживают, что Стив, который должен был ждать их у двери, ушёл к автобусам. Дверь открывает Анна, но они не успевают закрыть дверь. Зомби вламываются в торговый центр. Спасаясь, они пробиваются к автобусам и направляются в порт. По пути один из автобусов переворачивается. Гленн, не справившись с бензопилой, убивает ею себя и Монику. К автобусу подбегают зомби, которые кусают Стива, и Анна убивает его. Она достаёт ключи от лодки из кармана Стива, но во это время Майкла кусают в руку. Добравшись до пристани, пытаясь выиграть время для остальных, погибает Си-Джей, подорвав себя и автобус, тем самым перегородив зомби вход на пристань. Майкл говорит, что укушен и якобы хочет встретить последний в своей жизни рассвет в одиночестве. После того, как лодка отплывает, Майкл убивает себя выстрелом в голову из пистолета. На лодке остаются Анна, Кеннет, Терри, Николь и пёс Чипс. Очень быстро у них заканчивается еда и вода, двигатель ломается. Видя на горизонте остров, они направляются к нему, но, когда они пришвартовываются у причала, на них нападают заражённые, после чего начинаются титры.

## В ролях
- Сара Полли — Анна
- Винг Рэймс — Кеннет
- Джейк Уэбер — Майкл
- Мехи Файфер — Андре
- Ти Баррелл — Стив
- Майкл Келли — Си-Джей
- Кевин Зегерс — Терри
- Майкл Бэрри — Барт
- Линди Бут — Николь
- Джейн Иствуд — Норма
- Бойд Бэнкс — Такер
- Инна Коробкина — Люда
- Р. Д. Рейд — Глен
- Ким Пуарье — Моника
- Мэтт Фрюэр — Фрэнк
- Брюс Бон — Энди
- Том Савини — шериф Кэйхилл